# استفان مارتنس
استفان مارتنس (انگلیسی: Stéphan Martens؛ زادهٔ ۱۵ دسامبر ۱۹۳۱) دوچرخه‌سوار اهل بلژیک است.